# لیپکا ویلکا
لیپکا ویلکا (به لاتین: Lipka Wielka) یک روستا در لهستان است که در گمینا لوووک واقع شده‌است. لیپکا ویلکا ۱۸۰ نفر جمعیت دارد.